# Aerosmith (album)
| Recensione                        | Giudizio        |
| --------------------------------- | --------------- |
| AllMusic                          | [ 3 ]           |
| The New Rolling Stone Album Guide | [ 4 ]           |
| Sputnikmusic                      | 4.0 (Excellent) |
| Piero Scaruffi                    | [ 6 ]           |
| Ondarock                          | [ 7 ]           |
| Dizionario del Pop-Rock           | [ 8 ]           |
| 24.000 dischi                     | [ 9 ]           |

Aerosmith è il primo album del gruppo statunitense Aerosmith, pubblicato il 5 gennaio 1973 nel Regno Unito dalla Parlophone e il 13 dello stesso anno negli Stati Uniti d'America dalla Columbia Records.

## Il disco
Gli Aerosmith vennero scoperti da Clive Davis, presidente della Columbia Records, nell'estate del 1972 durante un loro piccolo concerto tenuto al celebre locale Max's Kansas City. Il frontman del gruppo, Steven Tyler, aveva già fatto parte in precedenza di altre band statunitensi, e grazie alla sua esperienza, poté sperimentare insieme agli altri membri del gruppo vari generi musicali, quali il blues rock e l'heavy metal, subendo l'influenza di quelle che erano le band più in vista degli anni sessanta, come i Beatles, i Rolling Stones, gli Yardbirds e i Fleetwood Mac.

## Tracce

### LP
Lato A
1. Make It – 3:45 (Steven Tyler)
2. Somebody – 3:45 (Steven Tyler, Steven Emspack)
3. Dream On – 4:28 (Steven Tyler)
4. One Way Street – 7:12 (Steven Tyler)

Lato B
1. Mama Kin – 4:25 (Steven Tyler)
2. Write Me A Letter – 4:11 (Steven Tyler)
3. Movin' Out – 5:03 (Steven Tyler, Joe Perry)
4. Walkin' the Dog – 3:12 (Rufus Thomas)

## Formazione
Gruppo
- Steven Tyler - voce solista, armonica, flauto (wood flute)
- Joe Perry - chitarra solista, cori di sottofondo
- Brad Whitford - chitarra ritmica
- Tom Hamilton - basso
- Joey Kramer - batteria

Altri musicisti
- David Woodford - sassofono (brani: Mama Kin e Write Me)

Note aggiuntive
- Adrian Barber - produttore (per la Frank Connelly / David Krebs e Steve Leber)
- Buddy Verga - assistente alla produzione
- Registrazioni effettuate al Intermedia Sound di Boston, Massachusetts (Stati Uniti)
- Adrian Barber e Caryl Weinstock - ingegneri delle registrazioni
- Bob Stoughton - assistente ingegneri delle registrazioni
- Remixaggio e registrazioni aggiunte sotto la supervisione di Ray Colcord (brani: Dream On e Write Me)
- Ed Lee e Hiroshi Morishima - design copertina album originale
- Robert Agriopoulos - fotografia copertina frontale album originale
- Joyce McGregor - lettering copertina frontale album originale
- Ringraziamento speciale a Roy Colcord[12]

## Classifica
Album
| Anno | Classifica    | Posizione raggiunta |
| ---- | ------------- | ------------------- |
| 1976 | Billboard 200 | 21                  |